# Rosa María Visiedo Claverol
Rosa María Visiedo Claverol (Barcelona, 2 de marzo de 1961) es una profesora universitaria española. Desde 2019 es la Rectora de la Universidad CEU San Pablo. Había sido, hasta esa fecha, «la primera y única mujer al timón de una universidad valenciana en más de cinco siglos» habiendo estado al frente como rectora de la Universidad Cardenal Herrera CEU.

## Biografía
Comenzó su formación universitaria en la Escuela Superior de Relaciones Públicas (Universidad de Barcelona), donde en julio de 1985, obtuvo el título de técnico en Relaciones Públicas. En 1992 se licenció con premio extraordinario en Ciencias de la Información en la Universidad Politécnica de Valencia, e hizo su doctorado en Ciencias de Información (Marketing) en la Universidad Complutense de Madrid.
Rosa Visiedo ha ocupado numerosos puestos de relevancia en la Universidad CEU Cardenal Herrera: profesora de Comunicación y Marketing (1996) en la Facultad de Ciencias Sociales y Jurídicas, donde fue decana (2002-2005), vicerrectora de Comunicación, Calidad y Convergencia Europea (2005). Ha sido Secretaria General de la universidad y responsable de sus campañas de comunicación (2000).
Desde octubre de 2011 hasta julio de 2019 fue rectora de la Universidad Cardenal Herrera CEU, convirtiéndose en la primera mujer que alcanza el cargo de rectora en una Universidad en la Comunidad Valenciana. Fue sustituida por Vicente Navarro de Luján.
El 12 de julio de 2019 fue nombrada Rectora de la Universidad CEU San Pablo, sustituyendo en el cargo a Antonio Calvo, que finalizaba su mandato de cuatro años.

## Premios
- Premio Isabel Ferrer (2013) otorgado por la Generalidad Valenciana a personas que desde cualquier ámbito se distinguen por su labor a favor de la igualdad de oportunidades entre mujeres y hombres.[2][8] Junto a ella, en la misma ocasión, fueron galardonadas Albina Gil Fernández, por su trayectoria personal, familiar y social así como su labor en beneficio de la mujer y el pueblo gitano, y Pilar Ortiz González, la primera mujer que ha presidido la Comunidad de regantes de Caudiel y de la Comunitat Valenciana, y síndica de honor del Tribunal de las Aguas de Valencia.[9]